# Jordi Pere Cerdà
 (juillet 2019).
Si vous disposez d'ouvrages ou d'articles de référence ou si vous connaissez des sites web de qualité traitant du thème abordé ici, merci de compléter l'article en donnant les références utiles à sa vérifiabilité et en les liant à la section « Notes et références ».
Pour l’article homonyme, voir Cerda (homonymie).
Jordi Pere Cerdà, né Antoine Cayrol, à Saillagouse (Pyrénées-Orientales) en 1920 et décédé le 11 septembre 2011 à Perpignan (Pyrénées-Orientales), est un écrivain, poète et dramaturge français d'expression catalane.

## Biographie
Antoine Cayrol nait à Saillagouse, en Cerdagne, où son père, héritier d'une tradition d'élevage, ouvre une boucherie. Doté d'une santé fragile, Antoine Cayrol doit quitter le lycée de Perpignan et revenir sur le plateau cerdan. Il s'imprègne de la vie paysanne cerdane et découvre la littérature. Il est en particulier influencé par sa cousine Georgette Clerc, militante communiste, dotée d'une très grande culture littéraire. Il exerce à son tour la profession de boucher. Pendant la Seconde Guerre mondiale, il est agent de liaison pour la Résistance et passeur avec Maurice Briand et Josep Mas. Il s'engage dans l'armée de Libération et en sort sergent-chef. Il adhère au Parti communiste français (PCF) en 1944. Il brigue divers mandats pour le PCF pendant les années 1950 ; il est élu maire de Saillagouse en 1952-1953. Il se marie en 1956 avec Hélène Cristofol, enseignante. Christophe naît en 1957, Marie en 1962. Après avoir tenu une boucherie à Perpignan, il reprend la librairie de Catalogne, précédemment tenue par Julià Gual.
Il participe à la création du Groupe roussillonnais d'études catalanes (GREC), à l'Université catalane d’été (Universitat Catalana d'Estiu en catalan) et à la publication de l'Almanach catalan du Roussillon.

## Œuvre
Poète, dramaturge et romancier, Jordi Pere Cerdà écrit son œuvre exclusivement en catalan roussillonnais. Il trouve l'inspiration dans sa Cerdagne natale, région montagneuse partagée entre la France et l'Espagne. Son œuvre (poésie, pièce de théâtre, roman, essai) joue un rôle de premier plan dans le développement de la culture et de la langue catalanes,.

## Prix et distinctions
Cet engagement lui vaudra le prix littéraire barcelonais Escriptor de l'any.
1985 : Prix de la critique Serra d'or
1986 : Prix de la Littérature de la Generalitat de Catalogne
1995 : Creu de Sant Jordi
1995 : Prix d'honneur des lettres catalanes
1999 : Premi Nacional de Literatura de la Generalitat de Catalunya.
2007 : Prix Méditerranée

## Œuvre

### Poésie
- La guatlla i la garba. Perpignan : Tramontane, 1950
- Tota llengua fa foc. Toulouse : Institut d'études occitanes, 1954
- Cerdaneses
- Dignificació del carràs
- La pell del Narcís
- Un bosc sense armes
- L'agost de l'any
- Ocells per a Cristòfor. France, 1961
- Cantorer
- Obra Poètica. Introduction de Pere Verdaguer. Barcelone : Barcino, 1966 (Anthologie de son œuvre poétique 1950-1965)
- Poesia Completa. Barcelone : Columna, 1988

### Prose
- Dietari de l'alba. Barcelone : Columna, 1988

### Théâtre
- Angeleta, 1952
- La set de la terra, 1956
- Obra teatral, 1980
- Quatre dones i el sol, 1986

### Romans
- Contalles de Cerdanya. France, 1959. Barcelone : Barcino, DL1962
- Col·locació de personatges en un jardí tancat Perpignan : CDACC-Chiendent, 1984/Barcelone : Columna, 1993
- Passos estrets per terres altes. Barcelone : Columna, 1998
- La Dona d'Aigua del Lanós. Perpignan : Éditions Trabucaire ,2001

### Chanson
- (ca) Cants populars de la Cerdanya i del Rosselló, Barcelone, Editorial Mediterrània, 2016, 181 p. (ISBN 978-84-9979-533-1)

### Mémoires
- Cant Alt : autobiografía literària. Barcelone : Curial, 1988
- Finestrals d'un Capvespre. Perpignan : Éditions Trabucaire, 2009

### Livres d'art
- (fr + ca) Jordi Pere Cerdà, Garcia-Fons, Columna edicions, 1993, 248 p. (ISBN 978-84-7809-431-8)

### En français
- Sens Profond/Paraula fonda, Paris, trad. avec André Vinas, Éditions de l'Olivier, 1997 (ISBN 978-2-908866-08-7)
- Quatre femmes et le soleil [« Quatre dones i el sol »], Paris, trad. par Antoine Cayrol et Hélène Cayrol, Éditions de l'Amandier, 2005, 111 p. (ISBN 978-2-915695-18-2)
- Oiseaux - Ocells, bilingue, éditions Jacques Brémond et nahuJA, 2009  (ISBN 978-2-915519-26-6)
- Voies étroites vers les hautes terres [« Passos estrets per terres altes »], Le Mans, France, Éditions Cénomane, 2006, 313 p. (ISBN 978-2-916329-00-0)
- Comme sous un flot de sève : anthologie poétique, édition bilingue, Sainte-Colombe-sur-Gand, trad. par Etienne Rouziès, éd. La Rumeur libre, 2020, 144 p.  (ISBN 978-2-35577-197-2)